# Madison Square

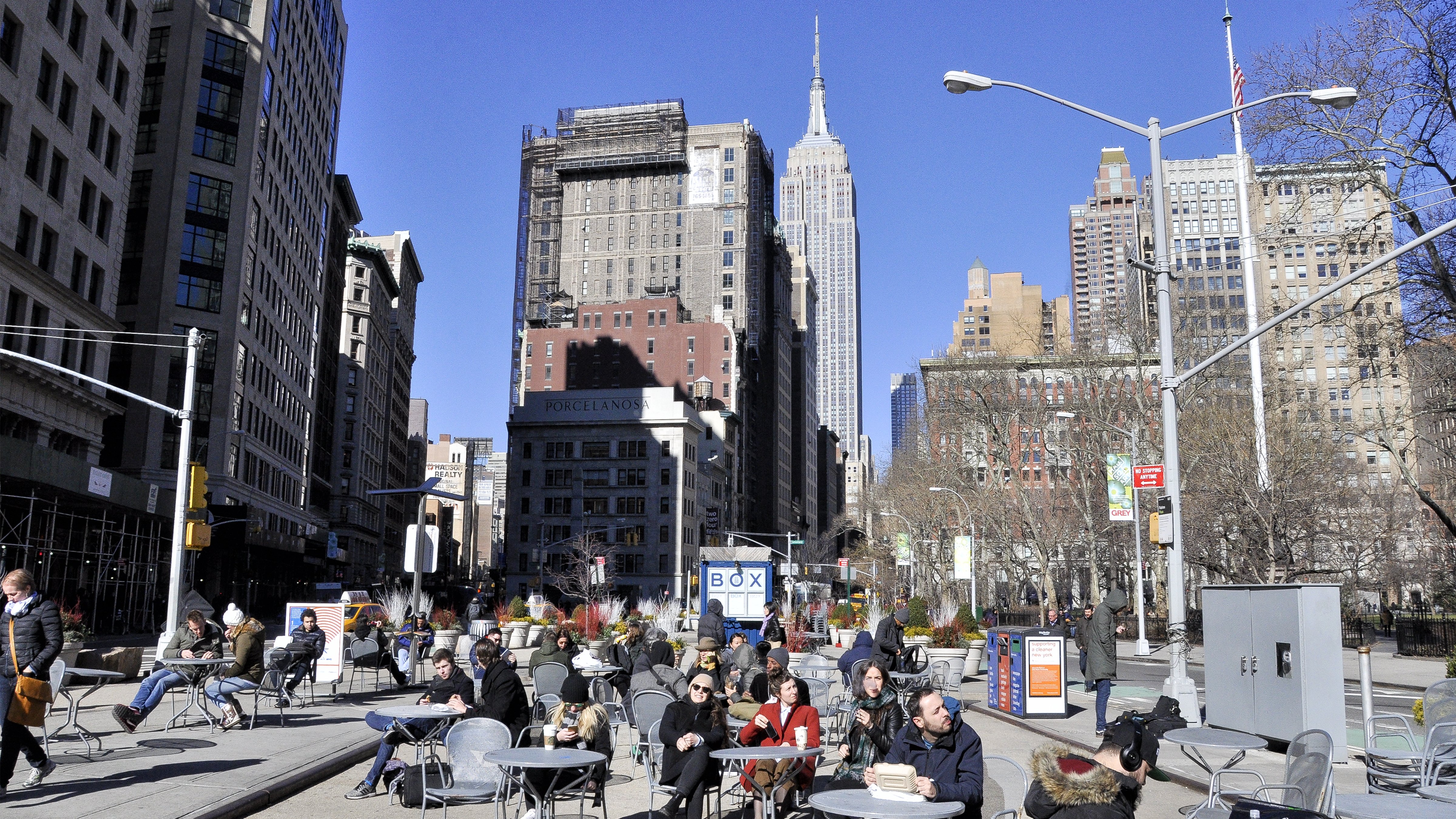
Madison Square met de Empire State Building centraal achteraan

Madison Square is een plein in de Amerikaanse stad New York, bij de kruising van Broadway en 5th Avenue ter hoogte van de 23rd Street. Madison Square is genoemd naar James Madison, de vierde president van de Verenigde Staten.
Madison Square Garden, een van de bekendste evenementenhallen van de wereld, oorspronkelijk hier in 1832 aan de noordzijde gebouwd en aanvankelijk een spoorwegstation, kreeg zijn naam van dit park. Het vierde gebouw met die naam ligt anno 2016 aan de Pennsylvania Plaza.
Centraal op het plein ligt het Madison Square Park, 2½ hectare groot, met standbeelden van David Farragut en William Seward, die als militair en politicus een rol speelden in de Amerikaanse Burgeroorlog. De Flatiron Building sinds 1902 en de Metropolitan Life Insurance Company Tower sinds 1909 zijn prominent aanwezig op het plein. Ten noorden ziet men de Empire State Building.

## Galerij

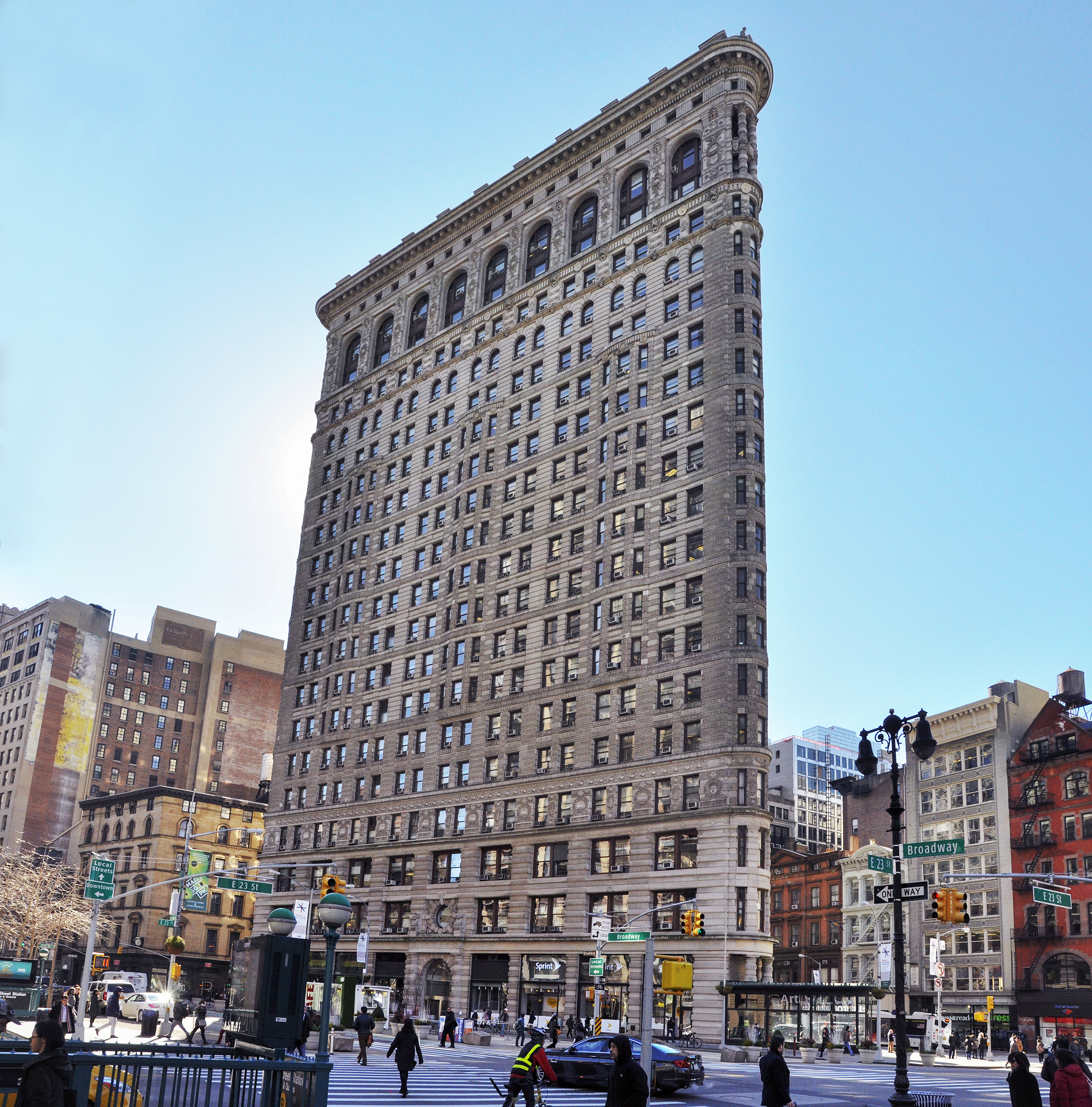
De Flatiron Building tussen 5th Avenue en Broadway aan de zuidzijde van het plein
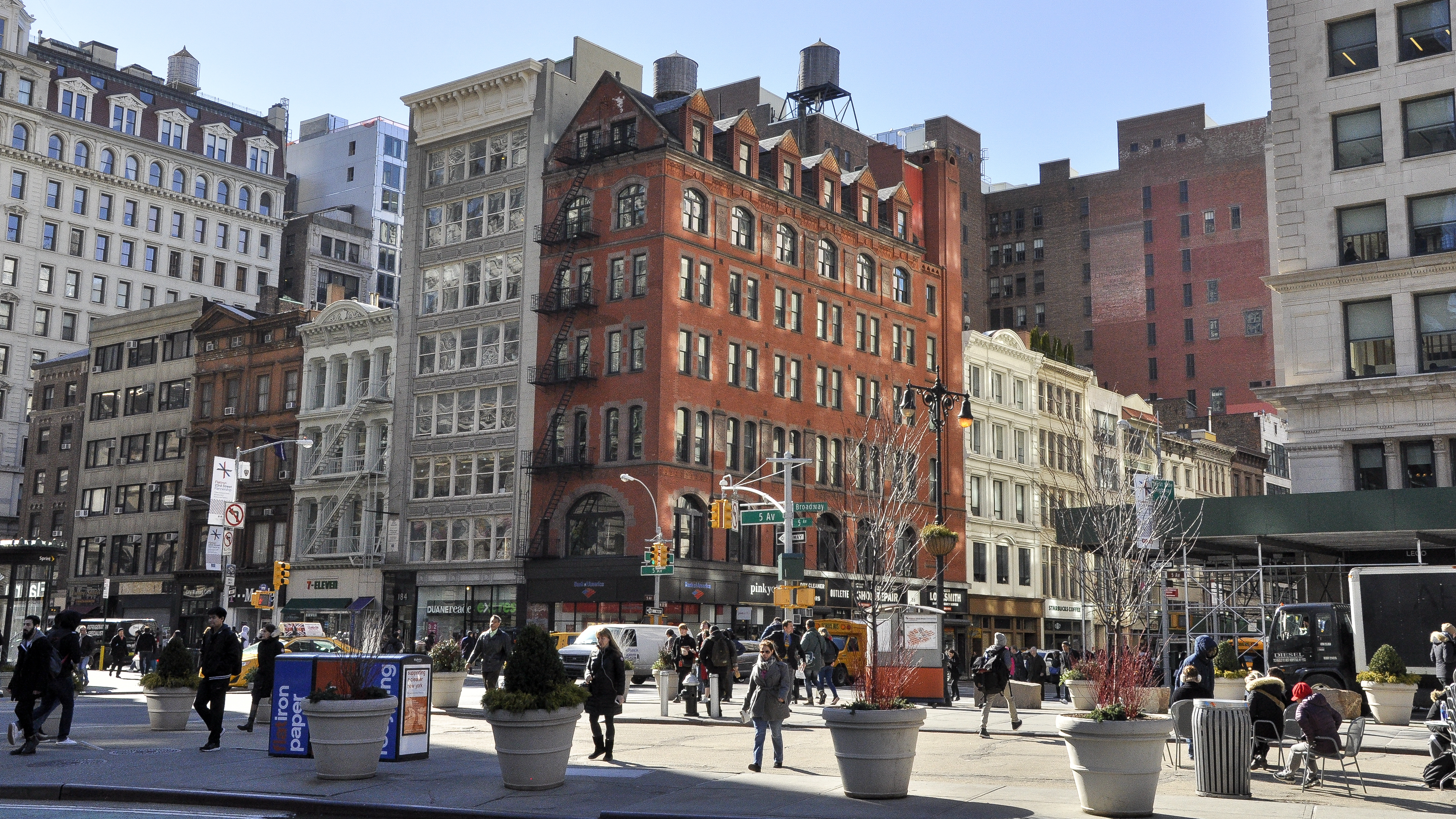
Madison Square en de vroegere Western Union Telegraph Building (een brownstone)
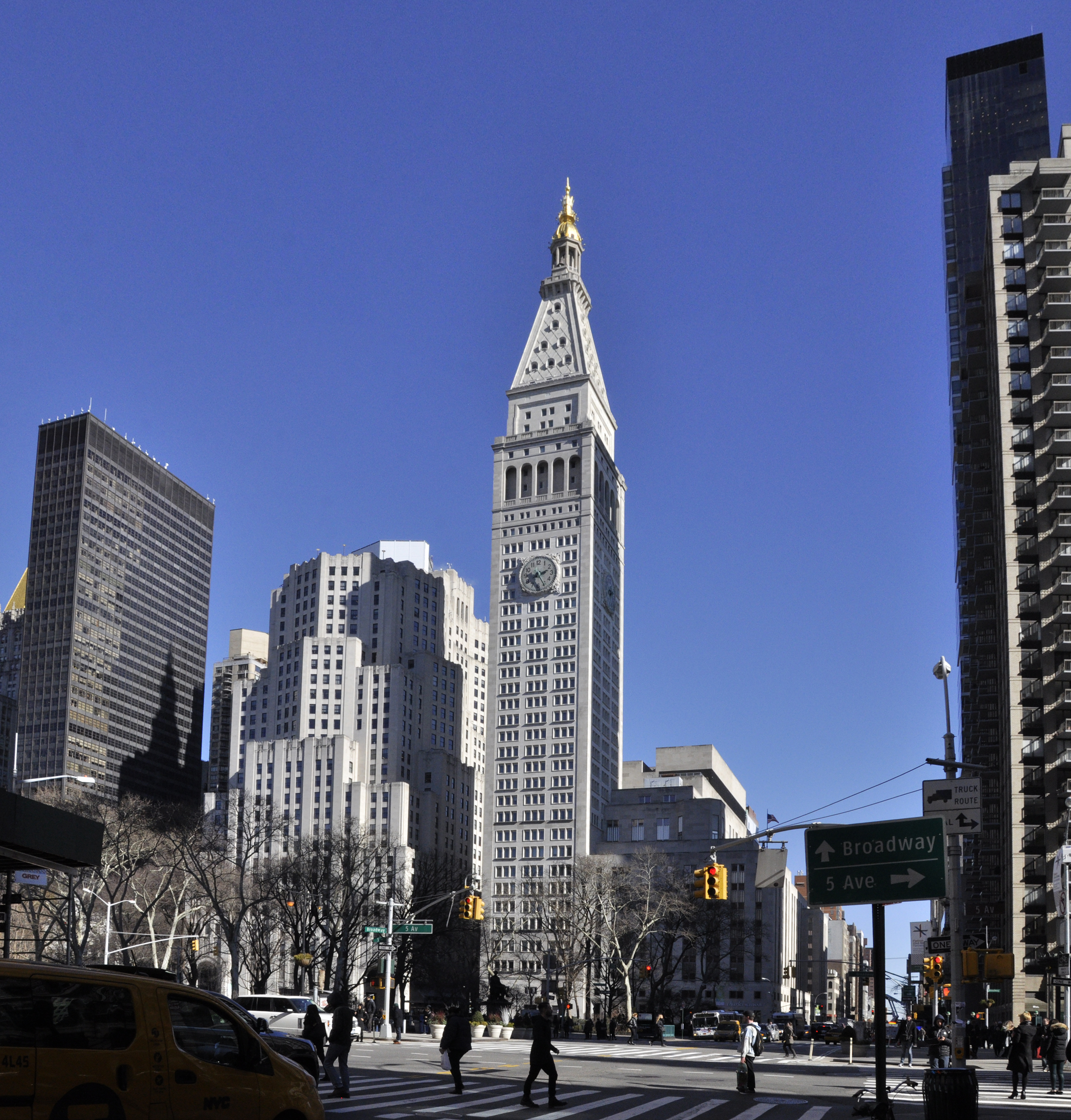
De Metropolitan Life Insurance Company Tower